# كارتر إليوت
كارتر إليوت (بالإنجليزية: Carter Elliott)‏ هو لاعب كرة قاعدة أمريكي، ولد في 29 نوفمبر 1893 في أتشيسون في الولايات المتحدة، وتوفي في 21 مايو 1959 في بالم سبرينغس في الولايات المتحدة.

## وصلات خارجية
- كارتر إليوت على موقعبيزبول رفرنس.كوم (الدوري الرئيسي) (الإنجليزية)
- كارتر إليوت على موقعبيزبول رفرنس.كوم (الدوري الثانوي) (الإنجليزية)